# BBC History
BBC history è una rivista di contenuto storico, lanciata da BBC Magazines. Il suo primo direttore è stato Greg Neale, un giornalista esperto e cultore della storia.
Nel mese di aprile 2003 ha iniziato una stretta collaborazione con la rivista concorrente Living History Magazine pubblicato da Origin Publishing, Nel 2004 si arrivò alla unificazione delle due riviste. Dopo la fusione, la rivista ha avuto successo con successivi aumenti di vendite, in particolare in forma di abbonamenti.

## Contenuti
- Servizi speciali: Ogni numero comprende almeno venti pagine di servizi speciali, che riguardano argomenti di tutti i settori della storia. Generalmente sono scritti da storici accademici; sono scelti secondo un criterio che privilegia l'interesse e la loro attualità e spesso si avvalgono della programmazione storica pensata per la BBC Radio and Television.
- News: La rivista comprende almeno quattro pagine di notizie ogni mese, insieme con le analisi del contesto storico di eventi in corso in Gran Bretagna e in tutto il mondo.
- Recensioni di Libri: Una sezione di recensioni di libri scritti da storici d'esperienza nei settori interessati.
- Dove è successo il fatto: numerose pagine di articoli sui luoghi di interesse storico presenti in tutto il Regno Unito.

## Carattere delle news
La rivista BBC History di regola attira l'attenzione dei media per il suo carattere volutamente provocatorio ed il tempismo con cui presenta notizie di attualità.

## Edizione in lingua spagnola
Nel marzo del 2010, BBC History ha iniziato una collaborazione con la casa editrice Ediciones Nobel per lanciare l'edizione in Spagna del BBC History Magazine, dal nome Historia, con tiratura iniziale di 60 000 copie.

## Edizione in lingua italiana
Con il 17 marzo 2011 (150º anniversario dell'Unità d'Italia) è stata lanciata, in collaborazione con l'editore Sprea, l'edizione italiana, con articoli di illustri accademici inglesi sulla storia d'Italia del Risorgimento. Accanto alle pagine dei grandi avvenimenti storici, vi è l'attenzione anche alla storia minore. Anche nell'edizione italiana, a fianco degli articoli storici, ci sono pagine dedicate alle news. Anch'esse il carattere provocatorio dell'edizione inglese viene mantenuto: ad esempio, in un articolo che indica nell'uso di tecniche moderne, concimi chimici compresi, la via dell'Africa per uscire dalla sua endemica fame.